# Parc naturel des Hauts-Pays
 (janvier 2021).
Si vous disposez d'ouvrages ou d'articles de référence ou si vous connaissez des sites web de qualité traitant du thème abordé ici, merci de compléter l'article en donnant les références utiles à sa vérifiabilité et en les liant à la section « Notes et références ».
Le parc naturel des Hauts-Pays est une aire protégée de Belgique située dans la Région wallonne. Il s'étend sur le territoire de 6 communes : Honnelles, Quiévrain (pour les anciennes communes de Baisieux et d’Audregnies), Dour (pour les anciennes communes de Blaugies, Petit Dour, Wihéries et le sud d’Elouges), Colfontaine (pour le bois du même nom), Frameries (pour Sars-la-Bruyère, le sud d’Eugies et Noirchain) et Quévy.
Le Gouvernement wallon a approuvé la reconnaissance du parc naturel des Hauts-Pays le 20 juillet 2000 et a désigné sa Commission de Gestion le 8 février 2002. Le Ministre José Happart a mis en place celle-ci le 18 avril 2002.

## Localisation
La superficie du parc naturel des Hauts-Pays est d’environ 15 700 hectares pour 21 200 habitants. Il est situé le long de la frontière franco-belge, dans la province du Hainaut, à proximité de Mons et de Valenciennes.
Son territoire occupe une partie de la zone de partage des eaux qui sépare les deux principaux bassins hydrographiques du pays : l’Escaut, via la Haine, et la Meuse, via la Sambre dans son parcours français. Et comme la Haine, à la frontière franco-belge, est à l’altitude de 160 m, on comprend cette appellation de « Hauts-Pays ».
En fait, cette bande frontalière est divisée en deux parties plus ou moins égales, par la seule véritable forêt du parc, la forêt de Colfontaine et ses dépendances. À l’ouest, le Haut-Pays de Roisin ; à l’est le sommet de cette zone de partage des eaux, à Blaregnies et Sars-la-Bruyère. C’est en additionnant les deux que le pluriel de « Hauts-Pays » est permis.
À l’ouest, le parc est bordé de son homologue français, le parc naturel régional de l’Avesnois.

## Paysage
La valeur paysagère de l’ensemble du parc naturel des Hauts-Pays est élevée. Il n’y a pas de dégradations importantes du paysage (absence de zonings industriels ou de lignes à haute tension).
Le paysage est très différent de celui des régions voisines et donc de ce qu’une grande majorité de la population des alentours connaît et a l’habitude de voir : la présence de forêts, de rivières et ruisseaux à cours rapide, de cascades, de vallons encaissés, de promontoires, de villages nichés au creux des vallées et au sommet des plateaux sont autant d’éléments « dépaysants ».

## Faune et flore
Le parc naturel des Hauts-Pays se trouve dans une zone qui compte plusieurs sites de très grande valeur biologique, parfois d’importance nationale.
Certaines espèces végétales trouvent dans les Hauts-Pays leurs dernières stations du pays (par exemple : l’Euphorbe douce (Euphorbia dulcis), dont il ne subsiste plus que 7 stations en Belgique dont 3 dans les Hauts-Pays). Pour au moins une d’entre-elles, il s’agit de l’unique station de Belgique : la luzule de Forster (Luzula forsteri).
En Wallonie, les Hauts-Pays constituent pour beaucoup d’espèces végétales ou animales leur ultime refuge au Nord du sillon Sambre et Meuse (par exemple, le buis Buxus sempervirens).
La présence de peuplements encore particulièrement bien fournis de plusieurs espèces d’orchidées calcicoles est également un des grands atouts naturels du parc (néottie nid d'oiseau (Neottia nidus-avis), céphalanthère à grandes fleurs (Cephalanthera damasonium), platanthère des montagnes (Platanthera chlorantha), ophrys abeille (Ophrys apifera), ophrys mouche (Ophrys insectifera), orchis pourpre (Orchis purpurea), orchis mâle (Orchis mascula), orchis tacheté des bois (Dactylorhiza fuchsii)).
Certains de ces sites de grande valeur biologique sont issus d’anciennes pratiques agricoles actuellement tombées en désuétude (prés de fauche extensifs, prairies humides avec alignements de saules têtards ou haies d’épineux). Ces zones agricoles en voie d’abandon ou de transformation sont encore présentes dans certains secteurs des Hauts-Pays. Toujours exploitées de manière assez extensive, elles abritent une faune qui a parfois totalement disparu des régions voisines.

## Axes de travail
- Le patrimoine naturel : restauration du bocage, suivi d'espèces, pose de nichoirs, rucher didactique, collecte et cartographies d'informations relatives au parc naturel, lutte contre les plantes invasives…
- Les activités pédagogiques : animations dans les écoles primaires du parc, animations extrascolaires, participation aux initiatives communales, régionales, autres, aide aux enseignants…
- L'accueil, l'éducation et l'information du public : le parc naturel des Hauts-Pays a pour but de sensibiliser le public aux thèmes liés à l’environnement. Voici les différents moyens de communication employés pour y parvenir : site internet et réseaux sociaux, tenue de stands lors d'événements, organisation d'expositions et de promenades à thème, accueil à la Maison du Parc, signalisation routière…
- Le développement rural : le parc propose des activités qui participent au développement touristique, culturel et économique de la région. Près de 300 km de promenades balisées sont accessibles au public dans des paysages de qualité et des brochures sont éditées afin de les mettre en valeur. Des balades gourmandes visant à faire découvrir les produits locaux et à mettre à l’honneur les artisans du Parc sont également organisées.  Des événements culturels et sportifs sont aussi organisés.
- Le patrimoine paysager et l'aménagement du territoire : Le territoire du parc naturel bénéficie d’une richesse paysagère et patrimoniale intéressante. C’est pourquoi il se doit de veiller à un développement harmonieux de son territoire. Pour ce faire, il travaille sur diverses actions : charte paysagère, remise d’avis d’urbanisme, valorisation et respect du patrimoine paysager et bâti de la région.